# Limnos
Limnos (neugriechisch Λήμνος (f. sg.), altgriechisch Λῆμνος Lemnos) ist eine griechische Insel in der Nord-Ägäis. Seit 2011 bildet die Insel die Gemeinde Limnos (Δήμος Λήμνου) und gemeinsam mit Agios Efstratios den Regionalbezirk Limnos in der Region Nördliche Ägäis. Nach der Volkszählung von 2011 zählt die Insel 16.992 Bewohner. Verwaltungssitz sowie wirtschaftliches und kulturelles Zentrum der Insel ist die mehr als 5000 Einwohner zählende Stadt Myrina.

## Geographie

### Lage und Beschreibung
Die Insel Limnos liegt in der Nord-Ägäis zentral zwischen der Halbinsel Athos im Nordwesten und dem kleinasiatischen Festland im Osten. Die nächstgelegenen Inseln sind Samothraki 42 Kilometer nördlich, die türkische Insel Gökçeada 22 Kilometer nordöstlich und Agios Efstratios 31 Kilometer südlich.
Mit einer Fläche von 476 Quadratkilometern ist Limnos die neuntgrößte Insel Griechenlands. Sie erreicht in West-Ost-Richtung ihre maximale Ausdehnung von etwa 35 km. Die Nord-Süd-Ausdehnung im Osten beträgt vom Kap Plaka (Ακρωτήρι Πλάκα) dem nordöstlichsten Punkt der Insel zum Kap Agia Irini (Ακρωτήρι Αγία Ειρήνη) dem südöstlichsten 29 km. Im Westen liegt sie bei 18 km vom Kap Mourtzeflos (Ακρωτήρι Μούρτζεφλος) im Nordwesten zum Kap Tigani (Ακρωτήρι Τηγάνι) im Südwesten. Die schmalste Stelle von etwa 4 Kilometer liegt zwischen dem tief in die Insel einschneidende Golf von Moudros (Κόλπος Μουδρου) im Süden und dem Golf von Pournia (Κόλπος Πουρνιας) im Norden.
Durch drei Buchten weist die Insel eine stark strukturierte Küstenlinie auf, mit dem westlichen Hauptteil und zwei Halbinseln im Osten und Süden. Die Oberfläche ist sanft, überwiegend flach und ohne deutliche Ausprägung des relativen Reliefs. Die wenigen hügeligen Gebiete weisen abhängig von der Geologie und der nachfolgenden Erosion entweder weich gerundete Formen und seltener steile Klippen auf. Limnos erreicht mit der Vigla (Βίγλα) im Nordwesten 430 Meter, im Südosten 250 Meter und mit dem Skopos (Σκοπός) auf der Halbinsel Fakos (χερσόνησος Φακός) 319 Meter Höhe. In den ausgedehnten Küstenmarschen der Osthalbinsel liegen die beiden Brackwasserseen Chortarolimni (Χορταρολίμνη) und Asprolimni (Ασπρόλιμνη) sowie die etwa 6,7 km² große Salzlagune Alyki (Αλυκή Λήμνου), die größte auf einer griechischen Insel.

### Klima
Die geringe Niederschlagsmenge in Verbindung mit extremen und häufigen Winden aus Nord bis Nordost geben Limnos ein unverwechselbares trockenes Mesoklima. Das Klima von Limnos ist subhumid bis fast semiarid. Der durchschnittliche Jahresniederschlag beträgt etwa 500 Millimeter, mit einem Maximum im Dezember und Januar. In Bezug auf die Windexposition nimmt die Insel eine Sonderstellung ein. Limnos ist in der Verlängerung der Dardanellen gelegen, die ähnlich einem schmalen Windkanal auf die Insel ausgerichtet sind. Im Zeitraum von 1958 bis 2010 lag beim Flughafen Limnos die absolute Höchsttemperatur bei 39,4 °C, die Tiefsttemperatur bei −6,0 °C.
|                        | Jan  | Feb  | Mär  | Apr  | Mai  | Jun  | Jul  | Aug  | Sep  | Okt  | Nov  | Dez  |   |       |
| Mittl. Temperatur (°C) | 7,4  | 7,7  | 9,7  | 13,6 | 18,4 | 23,6 | 25,9 | 25,2 | 21,5 | 16,9 | 12,3 | 9,0  | ⌀ | 16    |
| Mittl. Tagesmax. (°C)  | 10,6 | 10,7 | 12,8 | 17,0 | 21,9 | 27,1 | 29,3 | 28,7 | 25,2 | 20,3 | 15,5 | 12,1 | ⌀ | 19,3  |
| Mittl. Tagesmin. (°C)  | 4,2  | 4,3  | 5,9  | 8,7  | 12,9 | 17,1 | 20,1 | 20,3 | 16,5 | 12,8 | 9,0  | 5,9  | ⌀ | 11,5  |
|                        |      |      |      |      |      |      |      |      |      |      |      |      |   |       |
| Niederschlag (mm)      | 65,5 | 47,8 | 51,4 | 38,6 | 23,3 | 15,1 | 8,9  | 6,8  | 24,9 | 43,3 | 76,6 | 84,4 | Σ | 486,6 |
|                        |      |      |      |      |      |      |      |      |      |      |      |      |   |       |
| Regentage (d)          | 10,0 | 8,6  | 8,9  | 8,8  | 6,6  | 4,7  | 2,1  | 2,3  | 3,3  | 6,7  | 9,8  | 11,6 | Σ | 83,4  |
|                        |      |      |      |      |      |      |      |      |      |      |      |      |   |       |
| Luftfeuchtigkeit (%)   | 77,2 | 74,8 | 75,0 | 73,8 | 68,4 | 59,7 | 56,6 | 61,0 | 66,7 | 73,5 | 77,8 | 78,6 | ⌀ | 70,2  |

| 4,2 |

| 4,3 |

| 5,9 |

| 8,7 |

| 12,9 |

| 17,1 |

| 20,1 |

| 20,3 |

| 16,5 |

| 12,8 |

| 9,0 |

| 5,9 |

| 4,2 |

| 4,3 |

| 5,9 |

| 8,7 |

| 12,9 |

| 17,1 |

| 20,1 |

| 20,3 |

| 16,5 |

| 12,8 |

| 9,0 |

| 5,9 |

## Mythologie
In der griechischen Mythologie war Limnos die Insel des Hephaistos, der in den Vulkanen dieser Insel seine Schmiede hatte. Er wurde besonders bei einem „Erdfeuer“ in der Nähe der Stadt Hephaisteia im Norden der Insel verehrt. Auch die Kabiren, die Söhne des Hephaistos, hatten hier ihren Kult.

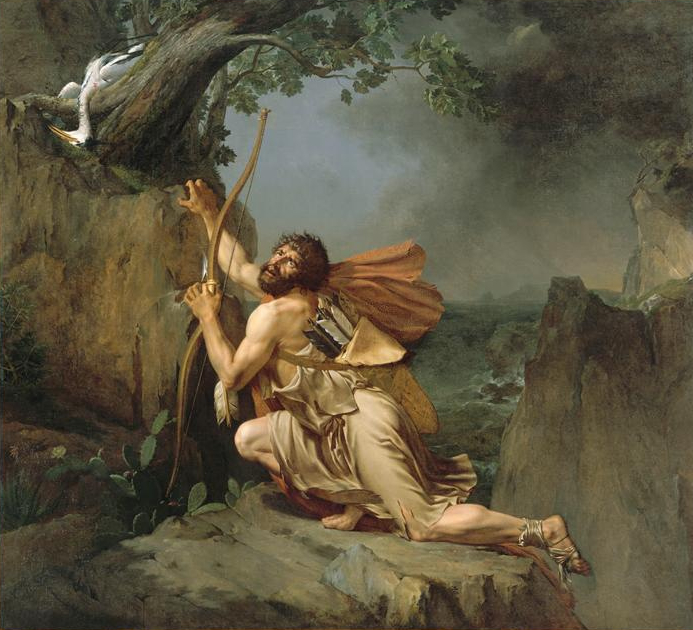
Philoktetes auf der Insel Lemnos, von Guillaume Guillon-Lethière.

Ein anderer Mythos berichtet von dem sogenannten lemnischen Frevel. Demnach brachten die Frauen von Limnos alle Männer um, um selber zu regieren. Als ihnen dann die Männer zur Fortpflanzung fehlten, versuchten sie, die Argonauten zu verführen – nur mit Mühe konnte Herakles die Männer zur Weiterfahrt überreden. Auf dem Feldzug gegen Troja wurde Philoktet hier von den Griechen zurückgelassen.

## Geschichte
Die bisher früheste menschliche Präsenz auf einer Ägäisinsel konnte im Südosten von Limnos nachgewiesen werden. Sie datiert zum Ende der letzten Kaltzeit vor etwa 15.000 Jahren. Wegen der großen Anzahl von Mikrolithen wird der Fundort Ouriakos als Lagerplatz von Jäger und Sammlergruppen interpretiert.
Aufgrund seiner Lage spielte Limnos seit der Frühbronzezeit (ca. 3200–2000 v. Chr.) eine bedeutende Rolle im Ägäishandel. Die Insel verfügte über ein bemerkenswertes Siedlungsnetz, bevorzugt auf Halbinseln oder niedrigen Hügeln in Küstennähe mit fruchtbarem Umland und sicheren Ankerplätzen. Neben den beiden großen Siedlungszentren Myrina im Westen und Poliochni im Osten existierten mit Ausnahme des Nordwestens an allen Küstenregionen Siedlungen. Besonders dicht war die Besiedelung um den Golf von Moudros. Die heutige Insel Koukonisi war im Gegensatz zu Poliochni durchgehend besiedelt. Vom Inselinneren sind deutlich weniger Siedlungen bekannt.
Eine frühe Erwähnung der Insel findet sich bereits auf Linear-B-Täfelchen aus dem mykenischen Pylos. Dort ist das weibliche Ethnikon 𐀨𐀖𐀛𐀊 ra-mi-ni-ja (Lāmniai) aufgeführt, aus dem hervorgeht, dass man „Sklavinnen aus Lamnos“ unterhielt. Von dem Ethnikon kann auf den mykenischen Namen ra-mo-no (Lāmnos) für die Insel geschlossen werden.
Um 800 v. Chr. wurde Limnos von Griechen erobert, die jedoch nach etwa 100 Jahren von den Tyrsenern wieder vertrieben wurden. Erst nach der Eroberung durch Miltiades (der sich dabei skurrilerweise auf den „lemnischen Frevel“ berief) gegen Ende des 6. Jahrhunderts v. Chr. konnten die Griechen hier endgültig Fuß fassen.
In die Zeit der tyrsenischen Herrschaft wird eine 1885 gefundene Grabstele datiert, deren Inschrift man der nun als lemnisch bezeichneten Sprache zuordnet und die Verwandtschaftsbeziehungen zum Etruskischen aufweist. Dieser Fund belebte die bereits in der Antike aufgenommene Diskussion über die Herkunft der Etrusker neu, deren Wirken man eigentlich auf das Gebiet zwischen der westlichen Apennin-Halbinsel (ausgehend von Etrurien), Sardinien und Sizilien begrenzt.
Limnos gehörte von der Eroberung durch Miltiades an zu Athen. Ab der hellenistischen Epoche teilte die Insel das Schicksal des übrigen Griechenland.
Ab 1657 war ganz Limnos von den Türken erobert.

### 20. Jahrhundert
Im Verlauf des Ersten Balkankriegs ermöglichte die griechische Besetzung strategisch bedeutender Inseln in der Nordostägäis die Blockade der Dardanellen. Nach Tenedos wurde Limnos zwischen dem 21. und 27. Oktober 1912 durch die griechische Flotte unterstützt von Infanterieeinheiten eingenommen. Die Einnahme von Limnos ermöglichte die Kontrolle der Einfahrt der Dardanellen und der Seewege in der Nordägäis. Zwei Versuche der türkischen Marine diese Blockade zu durchbrechen, scheiterten an der überlegenen griechischen Flotte, angeführt vom Panzerkreuzer Georgios Averoff unter Pavlos Koundouriotis. Der Seeschlacht von Elli vom 3. Dezemberjul. / 16. Dezember 1912greg. und der Seeschlacht von Limnos vom 5. Januarjul. / 18. Januar 1913greg. folgte eine viermonatige Kontrolle der Dardanelleneinfahrt. Damit war der Seekrieg in der Ägäis praktisch beendet. Gemäß dem Londoner Vertrag von 1913 hatte das Osmanische Reich die Inseln in der östlichen Ägäis an Griechenland abzutreten, unter der Bedingung, dass sie nicht militärisch genutzt werden. Diese Abtretungen wurden nach dem Griechisch-Türkischen Krieg im Friedensvertrag von Lausanne 1923 bestätigt. In diesem Vertrag war die Entmilitarisierung von Lesbos, Chios, Samos und Ikaria ausdrücklich festgeschrieben, die Inseln Limnos und Samothraki blieben hier unerwähnt. Im parallel ausgehandelten Meerengenstatut wurde festgelegt, die griechischen Inseln Limnos und Samothraki sowie die türkischen Inseln Imroz, Bozcaada (Tenedos) und die Tavşan-Inseln zu entmilitarisieren. Der 1936 ausgehandelte Vertrag von Montreux regelt die Souveränität über die Meerengen zugunsten der Türkei. Das Abkommen ersetzt den Friedensvertrag von Lausanne, gestattet die Militarisierung der Meerengen ohne die Ägäisinseln zu erwähnen. Nachdem daraufhin die Türkei die Inseln Bozcaada, Gökçeada umgehend remilitarisiert hatte, folgte auch Griechenland ab 1937 mit Remilitarisierungsmaßnahmen auf Limnos. Die Türkei bezweifelte erst 1974 während der Zypernkrise die Rechtmäßigkeit der Militarisierung von Ägäisinseln besonders von Limnos und Samothraki durch Griechenland.
Während des 2. Weltkriegs war die Insel von April 1941 bis Oktober 1944 von deutschen Truppen besetzt, dann von griechischen und britischen Kommandos befreit.
In der Nacht Sa, 30. November/So, 1. Dezember 2024 verunfallten bei einem Unwetter mit Sturm 2 Menschen tödlich.

## Verwaltungsgliederung
→ Verwaltungsgliederung von Limnos
Mit der Umsetzung der Gemeindereform nach dem Kapodistrias-Programm im Jahr 1997 war die Insel Limnos in vier Gemeinden mit insgesamt 32 Gemeindebezirken untergliedert. Zum 1. Januar 2011 führte das Kallikratis-Programm die ehemaligen Gemeinden der Insel zur neu geschaffenen Gemeinde Limnos (Dimos Limnou Δήμος Λήμνου) zusammen, Verwaltungssitz ist Myrina. Die bisherigen Gemeinden bilden Gemeindebezirke.
| Gemeindebezirk | griechischer Name              | Code   | Fläche (km²) | Einwohner 2001 | Einwohner 2011 | Stadtbezirke / Ortsgemeinschaften (Δημοτική / Τοπική Κοινότητα)                                                  | Lage |
| -------------- | ------------------------------ | ------ | ------------ | -------------- | -------------- | --- | ---- |
| Atsiki         | Δημοτική Ενότητα Ατσικής       | 550102 | 134,381      | 2.894          | 2.535          | Atsiki, Agios Dimitrios, Varos, Dafni, Karpasi, Katalakko, Sardes                                                |      |
| Moudros        | Δημοτική Ενότητα Μούδρου       | 550103 | 185,644      | 4.842          | 3.925          | Moudros, Kalliopi, Kaminia, Kondopouli, Lychna, Panagia, Plaka, Repanidi, Roussopouli, Romanou, Skandali, Fisini |      |
| Myrina         | Δημοτική Ενότητα Μύρινας       | 550101 | 082,631      | 7.488          | 8.006          | Myrina, Thanos, Kaspakas, Kornos, Platy                                                                          |      |
| Nea Koutali    | Δημοτική Ενότητα Νέας Κούταλης | 550104 | 075,897      | 2.880          | 2.526          | Kondias, Angariones, Kallithea, Livadichori, Nea Koutali, Pedino, Portiano, Tsimandria                           |      |
| Gesamt         | Gesamt                         | 5501   | 478,533      | 18.104         | 16.992         | |      |

## Orte

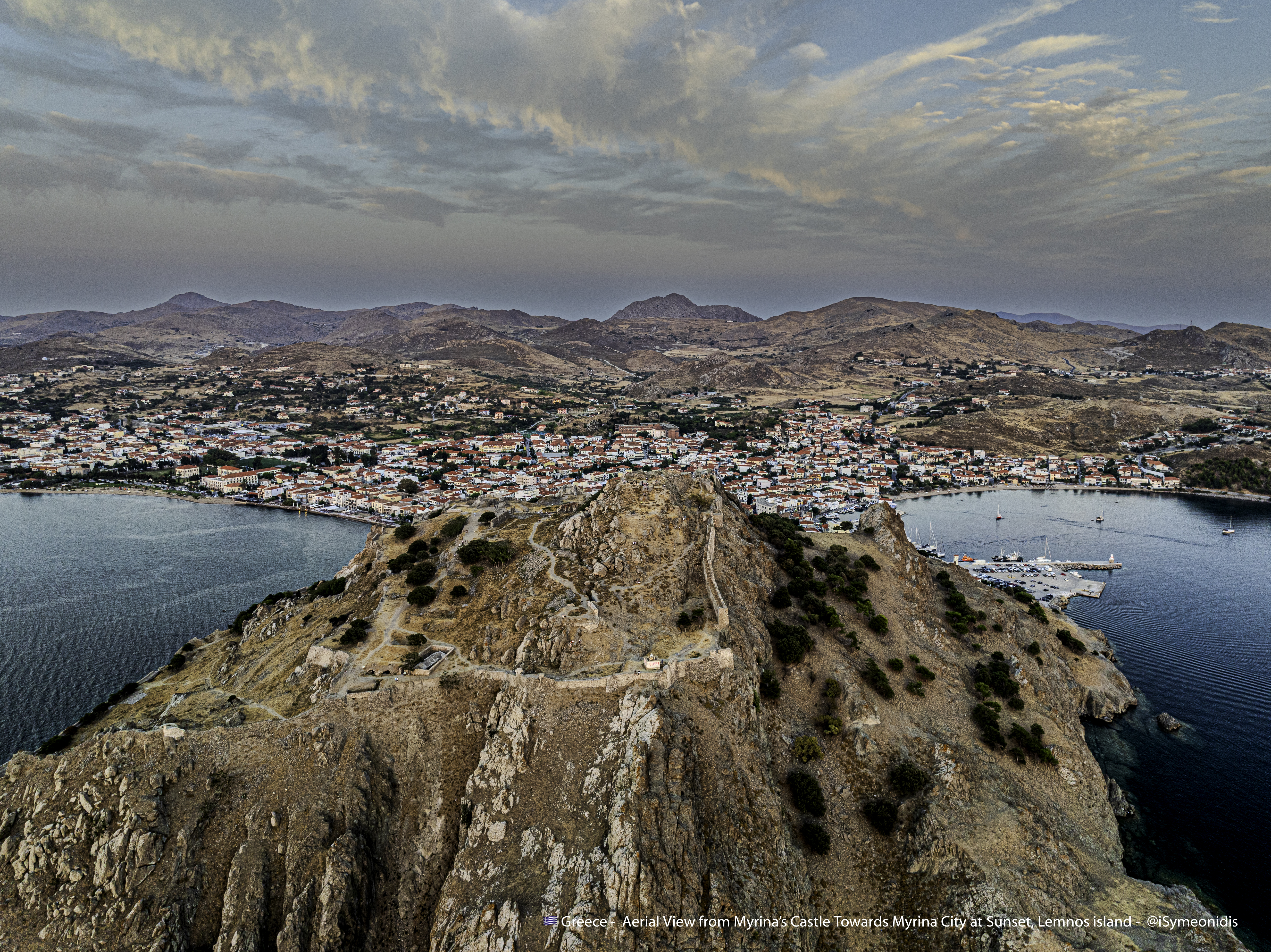
Myrina

Der Hauptort Myrina hat heute gut 5.000 Einwohner, seine Geschichte reicht bis ins Altertum zurück. Auf der antiken Akropolis wurde nach dem Vierten Kreuzzug, als die Insel von Venedig beherrscht wurde, eine mittelalterliche Befestigung errichtet, die noch heute zu besichtigen ist.
Der Ort Poliochni ist rund 5.000 Jahre alt. Archäologische Spuren weisen darauf hin, dass seine Gründer derselben Kultur wie jene Trojas angehörten.
Der Ort Moudros (griechisch Μούδρος) hat gut 1.000 Einwohner. Hier wurde am 31. Oktober 1918 der Waffenstillstand zwischen der Türkei und der Entente geschlossen.

## Verkehr
Limnos verfügt über einen Flughafen, den 2003 115.000 Passagiere nutzten.

## Populärkultur
Die Insel diente als Vorlage für die fiktive Insel „Altis“ im 2013 erschienenen Computerspiel Arma 3.